# Katie A. Keane
Katie Amanda Keane (Topeka, 1980) è un'attrice statunitense.

## Carriera
Keane ha conseguito il Bachelor of Fine Arts presso l'Emporia State University nel 1996 e un M.F.A. con lode presso la California State University, Long Beach. Oltre a una serie di crediti teatrali (inclusi ruoli come Lady Macbeth e Desdemona), è meglio conosciuta per il suo ruolo di Audie Gallagher nella serie televisiva Ruby & the Rockits. Ha anche fatto delle apparizioni come guest star in Passions, Strong Medicine, CSI: NY, How I Met Your Mother, NCIS, Without a Trace e Eli Stone. Nel 2010 ha interpretato Sarah nel film My Name Is Khan.

## Filmografia
| Anno | Titolo                       | Ruolo            | Appunti        |
| ---- | ---------------------------- | ---------------- | -------------- |
| 2005 | L'inferno da pagare          | Rachel           |                |
| 2007 | Proteggere il re             | Barbara          |                |
| 2008 | Il campo                     | Lucia            | Cortometraggio |
| 2009 | Vittime dell'amore           | Amore di Kathryn | Cortometraggio |
| 2009 | Alexa Vega: Tu sei dove vivo |                  | Cortometraggio |
| 2010 | Il mio nome è Khan           | Sara Garrick     |                |
| 2010 | Isteria                      | Kate             |                |
| 2012 | I morsi della fame           | Poveri Effu      | Cortometraggio |
| 2014 | Re Lucertola                 | Elena            | Cortometraggio |

| Year      | Title                     | Role                | Notes                              |
| --------- | ------------------------- | ------------------- | ---------------------------------- |
| 2005      | Passions                  | Waitress            | 2 episodes                         |
| 2005      | Strong Medicine           | Attractive Doctor   | Episode: "Family Practice"         |
| 2005      | How I Met Your Mother     | Stripper            | Episode: "Belly Full of Turkey"    |
| 2006      | CSI: NY                   | Dr. Rachel Jeffries | Episode: "Wasted"                  |
| 2006      | NCIS                      | Laurie Niles        | Episode: "Witch Hunt"              |
| 2006      | The Way                   | Brooke              | TV movie                           |
| 2007      | Without a Trace           | Meg Pruitt          | Episode: "Crash and Burn"          |
| 2007      | Prison Break              | Sara Tancredi       | Episode: "Call Waiting"            |
| 2007      | Shark                     | Meg Fullerton       | Episode: "In Absentia"             |
| 2008      | Eli Stone                 | Jane Halston        | 2 episode                          |
| 2009      | Ruby & the Rockits        | Audie Gallagher     | Main cast                          |
| 2010      | Notes from the Underbelly | Amy                 | Episode: "The Weekend"             |
| 2010      | Alabama                   | Mr. Magenta         | TV Pilot                           |
| 2011      | Rizzoli & Isles           | Mrs. Payson         | Episode: "Living Proof"            |
| 2011–2013 | We're Alive               | Amy                 | 2 episodes                         |
| 2012      | Sketchy                   | Pregnant Guitar Mom | Episode: "Make a Baby"             |
| 2012      | Sketchy                   | Lead Momney         | Episode: "Romney Has It"           |
| 2012–2014 | See Dad Run               | Gwen                | 3 episodes                         |
| 2014      | Back in the Game          | Dr. Jane            | Episode: "Sports Therapy"          |
| 2015      | The Exes                  | Janet               | Episode: "The 40-Year-Old Her-Gin" |
| 2015      | Parental Indiscretion     | Doctor              | 3 episodes                         |
| 2015–2017 | Major Crimes              | Ms. Ziskin          | 2 episodes                         |
| 2017      | Rebel                     | Dr. Jennifer Delge  | 2 episodes                         |
| 2018      | Agents of S.H.I.E.L.D.    | Deke's Mom          | Episode: "Principia"               |
| 2018      | Criminal Minds            | Mary Wright         | Episode: "Broken Wing"             |